# 国際連合安全保障理事会決議1863
国際連合安全保障理事会決議1863（こくさいれんごうあんぜんほしょうりじかいけつぎ1863、英: United Nations Security Council Resolution 1863: UNSCR1863）は、2009年1月16日に国際連合安全保障理事会で採択されたソマリア情勢に関する決議。

## 概要
国連安保理決議1863は、ソマリア沖の海賊行為の防止に向け、ソマリア領内で必要とされる「あらゆる措置を取ること」の承認を主な内容とした前回の安保理決議1851号（2008年12月採択）を強化したもの。2009年4月15日までに、現在アフリカ連合（AU）が展開するAMISOM（African Union Mission to Somalia: AUソマリア平和維持部隊）に置き換わる国連平和維持軍（PKO）を設置する意向を表明する内容の新たな決議である。この決議で安保理は前文で初めてAMISOMの貢献に謝意を表明し、本文では国連憲章第7章下の行動として、全ての国連加盟国に対しAMISOMへの人的・物質的支援協力（ロジスティクス支援）を要請している。ただし、AMISOMの一時的強化後、後続部隊として派遣されることになるPKO部隊については設置の意向を表明するに留まり、決定は2009年6月まで先送りにされている。同決議は全会一致で採択された。

## 解説
採択の同日に国連安保理が発表した報道資料によると、決議の内容は次の通り。
- 国連事務総長に対し、2009年4月15日までに、安保理に対しソマリア情勢に関する包括的な報告を行い、新規PKOの具体的勧告を行なうことを要請
- 部隊派遣を行なうか否かの決定は、事務総長報告を受けた2009年6月1日までに下すことを確認
- 検討されるPKO任務の内容：

1. 人道支援の実施
2. 政治要員、政府、国連施設及び要員の保護
3. ジブチ合意[2]（2008年11月25日締結、停戦合意及び合同安全保障に関する協定）の履行監視
4. 現地治安能力の構築（司法・警察能力の強化）

- 事務総長に対し、AMISOMに対する支援基金の設置を要請
- 事務総長に対し、基金設立の為の国際ドナー会議の招集を要請
- AMISOMによる治安維持任務の6カ月延長を承認
- AMISOMに「あらゆる手段」の行使（"take all necessary measures"）を承認
- AUに対し、AMISOMの部隊を現行の3000人から8000人規模に増強するよう要請